# Xiangxing (sockenhuvudort i Kina, Jiangxi Sheng, lat 27,13, long 114,23)
Xiangxing är en sockenhuvudort i Kina. Den ligger i provinsen Jiangxi, i den sydöstra delen av landet, omkring 240 kilometer sydväst om provinshuvudstaden Nanchang. Antalet invånare är 28 170. Befolkningen består av 13 640 kvinnor och 14 530 män. Barn under 15 år utgör 20,0 %, vuxna 15-64 år 69 %, och äldre över 65 år 9,0 %.
Runt Xiangxing är det ganska tätbefolkat, med 192 invånare per kvadratkilometer. Närmaste större samhälle är Litian, 15,1 km sydväst om Xiangxing. Trakten runt Xiangxing består till största delen av jordbruksmark.
Genomsnittlig årsnederbörd är 2 072 millimeter. Den regnigaste månaden är maj, med i genomsnitt 322 mm nederbörd, och den torraste är oktober, med 28 mm nederbörd.